# 17180 Rupertli
17180 Rupertli este o planetă minoră (asteroid), cu un diametru de 5,026 km, din centura de asteroizi. A fost descoperită pe 10 octombrie 1999 la Experimental Test Site⁠(d) de Lincoln Near-Earth Asteroid Research. 
Obiectul prezintă o orbită caracterizată de o semiaxă mare de 2,6367716 UAi, o excentricitate de 0,1322437, o înclinație de 12,85304 ° în raport cu ecliptica.